# 澳洲粗尾鱈
澳洲粗尾鱈，為輻鰭魚綱鱈形目鼠尾鱈科的其中一種。分布於東印度洋澳洲海域，屬深海底棲魚類，棲息深度在770-1293公尺，體長可達50公分，棲息在大陸坡底層水域，生活習性不明。

## 扩展阅读
維基物種上的相關：澳洲粗尾鱈